# Nordrand
Nordrand ist ein österreichischer Film aus dem Jahr 1999, der wegen seiner mehrfachen Auszeichnungen an internationalen Filmfestspielen, darunter der ersten Nominierung eines österreichischen Films für den Goldenen Löwen seit 51 Jahren, in Österreich auf viel Beachtung gestoßen ist.
Die große Resonanz in den Medien hat das öffentliche Bild von österreichischem Filmschaffen nachhaltig positiv geprägt. Als Regisseurin und Drehbuchautorin zeichnete Barbara Albert, deren Spielfilmdebüt Nordrand darstellte, verantwortlich. Nina Proll wurde nach diesem Film als „Shooting Star“ gefeiert.

## Handlung
Wien, Ende des Jahres 1995. Jasmin und Tamara, die gemeinsam die Volksschule besucht haben, treffen einander zufällig in einem Wiener Krankenhaus bei einem Abtreibungstermin wieder. Jasmin, die aus einer Familie mit fünf Kindern und einem gewalttätigen Vater kommt, stürzt sich von einer Beziehung in die andere und wurde von ihrem Vorgesetzten in einer Wiener Konditorei ungewollt schwanger. Ein anderer Freund, zu dem sie immer wieder zurückkehrte, ist Wolfgang, der sie wie ihr Vater ebenfalls schlägt. Jasmin beschließt von zu Hause auszureißen.
Tamara, deren serbische Eltern wieder in Ex-Jugoslawien wohnen, wurde von ihrem Freund Roman schwanger. Die beiden sehen sich jedoch nur selten, da Roman als Grundwehrdiener die meiste Zeit der Woche an der österreichischen Grenze verbringt, wo zu dieser Zeit häufig Flüchtlinge aus Bosnien illegal einzuwandern versuchen. Einer von ihnen ist Senad, der nur wenig später an einem Morgen Jasmin, die mit Freunden Wolfgangs die Nacht durchgesoffen hatte, regungslos am Donauufer findet. Sie entgeht nur knapp einer Amputation aufgrund der schweren Erfrierungen ihrer Hände. Ihr illegal in Österreich befindlicher Helfer gibt sich erst einige Tage später zu erkennen: Er bringt ihr ihre Geldbörse, die er ihr entwendet, aus der er aber nichts herausgenommen hat, zum Arbeitsplatz in der Konditorei. Die beiden beginnen eine Beziehung.
Tamara und Roman gehen wegen Tamaras Schwangerschaftsabbruch sowie Romans Eifersucht zerstritten auseinander. Der Tod ihres Bruders Alexander in Bosnien belastet sie zusätzlich. Im Krankenhaus lernt sie Valentin kennen, einen jungen Rumänen, der Österreich nur als Zwischenstation auf seinem Weg nach Amerika sieht. Die beiden feiern gemeinsam mit Jasmin und Senad Silvester am Wiener Stephansplatz. Während Tamara und Valentin sich in der Folge näherkommen, verbringt Jasmin die Nacht erneut bei jemand anderem. Erst am folgenden Morgen kehrt sie zu Tamara zurück. Ein Schwangerschaftstest ergibt, dass Jasmin erneut schwanger ist – von Senad, wie sie sich sicher ist.
Am Ende des Films trennen sich die Wege von Jasmin, Tamara und Valentin. Valentin zieht weiter und Tamara reist nach Sarajevo zu ihrer Familie. Jasmin und Senad bleiben in Wien, wo Senad bereits einen Arbeitsplatz bei den Stadtwerken gefunden hat. Ob Jasmin erneut abtreiben lässt und wie ihr Beziehungsleben weitergeht, bleibt offen.

## Produktion
Der Film wurde von der Wiener Lotus-Film mit Koproduktion durch die Schweizer Fama Film und die deutsche Zero Film produziert. Gedreht wurde in Wien und Umgebung zwischen Dezember 1998 und März 1999.
Der Film erhielt Förderungen vom Österreichischen Filminstitut, Filmfonds Wien, Eurimages, der deutschen Medien- und Filmgesellschaft Baden-Württemberg und dem Schweizer Bundesamt für Kultur. Die Fernsehsender ZDF und ARTE beteiligten sich ebenfalls an der Produktion. Das Catering stammte von der bekannten Köchin und Restaurantbesitzerin Sarah Wiener.
Der Filmverleih wird von der österreichischen Polyfilm, der deutschen Ventura und der Schweizer First Hand Films wahrgenommen. Der englische Verleihtitel ist Northern Skirts.

## Hintergrund
Mit den Arbeiten am Drehbuch begann Barbara Albert bereits 1995, gegen Ende des Bosnienkrieges, der Wien insofern beeinflusste, als Tausende Flüchtlinge in die Stadt kamen, was mitunter auch zu Spannungen zwischen Serben, Kroaten und Bosniaken führte. Handlung und Hintergründe orientieren sich an Erfahrungen Barbara Alberts und ihrem Freundes- und Bekanntenkreis in Wien.
Der Film soll auch einen anderen, realistischen und zeitgenössischen Blick auf die österreichische Gesellschaft, speziell am Rande der Stadt Wien, ermöglichen. Der Umgang mit und der Alltag von Zuwanderern aus dem ehemaligen Jugoslawien wird daher ebenso thematisiert wie Misshandlung in Familien. All dies beeinflusst das an der Grenze zwischen Jugend und Erwachsensein befindliche Leben der beiden Hauptcharaktere Jasmin und Tamara, die zudem mit Beziehungskrisen und Schwangerschaftsabbruch mit zusätzlichen Herausforderungen umgehen müssen.

## Rezeption
Die zum Zeitpunkt der Veröffentlichung 29-jährige Regisseurin Barbara Albert lieferte mit Nordrand ihr international beachtetes und mehrfach ausgezeichnetes Spielfilmdebüt ab. Hauptdarstellerin Nina Proll wurde bei den Internationalen Filmfestspielen von Venedig als „Beste Schauspielerin“ ausgezeichnet. Es war zudem der erste Film seit 1948, der in Venedig für eine Auszeichnung nominiert wurde.

## Auswertung
Die Welturaufführung des Films fand am 2. September 1999 an den Internationalen Filmfestspielen von Venedig statt, am 21. Oktober folgte die Österreich-Premiere an der Viennale. Der Film wurde bis 2001 an 37 Festivals in 26 Ländern weltweit vorgestellt und lief bei acht davon im Wettbewerb, wobei sechs Auszeichnungen eingeholt wurden.
Kommerziell lief der Film jedoch nicht besonders gut. Der Film startete in österreichischen, deutschen und Schweizer Kinos und erreichte rund 55.000 Besucher in Österreich – für österreichische Verhältnisse mittelmäßig –, in Deutschland 28.000 Besucher und in der Schweiz rund 3.500.
Kinostart in Österreich war am 3. Dezember 1999, in Deutschland am 31. August 2000 und in der Schweiz am 1. Juli 2001.
Nordrand wurde 2006 als erster Film in der DVD-Edition Edition österreichischer Film veröffentlicht.

## Kritiken
- Lexikon des internationalen Films: „Vor dem Hintergrund des mit Dokumentaraufnahmen eingefangenen Balkan-Kriegs, einer von sexuellem Missbrauch und Gewalt geprägten Familiensituation sowie verschiedener Beziehungsprobleme zeichnet der Film eine berührende, milieugenaue Studie von Menschen, die ihrer Heimat und der Liebe beraubt wurden. Präzise fotografiert, schauspielerisch überzeugend, entwickelt sich die Inszenierung zu einem optimistischen Neorealismus.“[4]
- Die Presse: „Barbara Albert hat ihren ersten Spielfilm mit einer Sicherheit inszeniert, die andere nach 20 Jahren noch nicht haben. […] Die wunderbaren Darsteller geben Nordrand ein Zentrum, ein Herz, das berührt und verletzt, erheitert und irritiert, also Dinge zuwege bringt, die im österreichischen Film seit jeher rar sind.“[5]
- Der Standard: „Es ist das unmittelbare Aufeinandertreffen von Lebenshärte und Lebensfreude, von Ausgelassenheit, Verzweiflung und Überlebensmut, die den von authentischen Schauspielern getragenen Film zum lebendigen Stimmungsbild machen. Als Gegenpol zu den real existierenden Panzern setzt Albert dabei Bilder von großer Symbolkraft: Vogelschwärme am blauen Himmel, Kinder beim Drachenspiel auf der Wiese. Visuelle Atempausen, in denen sich Hoffnung auf Zukunft ankündigt.“[6]
- Filmmagazin Schnitt: „[…] Dabei war das Risiko groß, den „Nordrand“ als Forum politischer sowie moralischer Botschaften zu nutzen. […] Die Schülerinnen Jasmin und Tamara treffen sich in der Abtreibungsklinik wieder. Hinterher geht es weiter wie vorher. Sex mit dem jungen Mann aus Sarajevo? Mit dem Netten aus Rumänien? Mit dem Wiener, der als etwas arbeitet, das dort Präsenzdiener genannt wird? Das lädt ein, Vorschläge zur Weltverbesserung zu machen. Oder den üblichen verdächtigen Beziehungskitsch zu verbraten. Unter der Regie von Barbara Albert: nichts davon! Ein Wunder: Es geht in ihrem Film weder um Beziehungen noch um Beziehungslosigkeit; wohl aber um ein wenig Spaß am Wen-Treffen und ein bißchen Sex und um die Depression, die im Hintergrund lauert. […]“[7]

## Auszeichnungen
Auswahl:
- Viennale 1999:
  - Wiener Filmpreis
  - FIPRESCI-Preis
- Internationale Filmfestspiele von Venedig 1999:
  - Nominierung für den Hauptpreis, den Goldenen Löwen
  - Marcello-Mastroianni-Preis für Nina Proll als Beste Nachwuchsdarstellerin
- Stockholm International Film Festival 1999:
  - Nominierung für das Bronze-Pferd
  - Auszeichnung in der Kategorie Bestes Regiedebüt
- Max-Ophüls-Preis 1999:
  - Förderpreis
  - Drehbuchpreis
  - Femina-Filmpreis für Kamerafrau Christine A. Maier
- Europäischer Filmpreis 1999:
  - Nominierung zum Fassbinder-Preis

Nordrand war Österreichs Einsendung auf eine Nominierung bei der Oscarverleihung 2000 in der Kategorie Bester fremdsprachiger Film, wurde aber weder nominiert noch ausgezeichnet.
Die Deutsche Film- und Medienbewertung FBW in Wiesbaden verlieh dem Film das Prädikat wertvoll.